# Buono!2
『Buono!2』是日本的女子偶像組合Buono!的第2張專輯。2009年2月11日發售。發售公司是波麗佳音。

## 概要
- 只有「co·no·mi·chi」是つんく作曲，除此之外全是外部制作的作品。
- 初回限定盤、通常盤有Under封面1枚(全4種中、1種封入)封入。

## 收綠曲

### CD
1. Early Bird
（作詞：川上夏季、作曲・編曲：木之下慶行）
2. Kiss!Kiss!Kiss!
（作詞：岩里祐穂、作曲：井上慎二郎、編曲：西川進）
3rd單曲
3. キラキラ
（作詞：岩里祐穂、作曲・編曲：AKIRASTAR）
4. 消失点〜Vanishing Point〜
（作詞：川上夏季、作曲：崎谷健次郎、編曲：佐久間誠）
5. Lotta Love Lotta Love
（作詞：岩里祐穂、作曲：井上慎二郎、編曲：西川進）
5th單曲
6. co·no·mi·chi
（作詞：三浦徳子、作曲：つんく、編曲：AKIRASTAR・中山信彦）
6th單曲
7. みんなだいすき
（作詞：C.Piece、作曲：AKIRASTAR、編曲：安部潤）
3rd單曲c/w曲
8. I NEED YOU
（作詞：岩里祐穂、作曲：AKIRASTAR、編曲：西川進）
9. 努力向前衝!
（作詞：岩里祐穂、作曲：ムラマツテツヤ、編曲：西川進）
4th單曲
10. You're My Friend
（作詞：岩里祐穂、作曲・編曲：AKIRASTAR）
11. OVER THE RAINBOW
（作詞：岩里祐穂、作曲：Gajin、編曲：佐久間誠）
12. ゴール
（作詞：AKIRASTAR・岩里祐穂、作曲：AKIRASTAR、編曲：井上慎二郎・AKIRASTAR）

### DVD
只限初回限定盤
1. 封面攝影Mkaing
2. 電視廣告集
  - 3rd單曲「Kiss!Kiss!Kiss!」（15秒版CM・30秒版CM）
  - 4th單曲「ガチンコでいこう!」（15秒版CM・30秒版CM）
  - 5th單曲「ロッタラ ロッタラ」（15秒版CM・30秒版CM）
  - 6th單曲「co・no・mi・chi」（15秒版CM・30秒版CM）

## 外部連結
- Hello!Project唱片